# تاريخ سومر
الحضارة السومرية هي حضارة لمجموعات بشرية في جنوب شرق الهلال الخصيب (بلاد سومر) في العراق اليوم، خلال الألف الرابع قبل الميلاد، سمى السومريون بلادهم كن-جير (ken-gi) ولغتهم إمِ-جير ("eme-gir")، والتسمية شومر (سومر) هي تسمية أكادية لمنطقة جنوب العراق وسكانها، والتي تكرس استخدامها، من قبل الباحثين، مع إعادة اكتشاف الكتابة واللغة والثقافة السومرية، في القرن التاسع عشر الميلادي.

## اللغة
حتى اليوم، لم يتم الكشف عن علاقة وطيدة مؤكدة للغة السومرية مع أي من اللغات المعروفة، وبالتالي لا يمكن تصنيفها ضمن العائلات اللغوية المدروسة (مع وجود العديد من الفرضيات حول ذلك). وقد بقيت السومرية حية في جنوب بلاد الرافدين حتى عام 1700 ق.م تقريباً، وبقيت كلغة كتابة، وخصوصاً في النصوص الدينية والأدبية، حتى الألف الأول الميلادي. وهي، وفق ما كشف حتى الآن، أول لغة مكتوبة (حوالي 3200 ق.م)، وبذلك تغطي الكتابة السومرية فترة تقدر بثلاثة آلاف سنة.

## المنشأ
لا زال منشأ السومريين مجهولاً حتى اليوم، ولكن لغتهم تؤكد اختلافهم في النشأة عن جيرانهم الساميين والعيلاميين. هناك فرضيات حول نشأتهم في بلاد الرافدين وتطورهم فيها، إلا أنه لا توجد دلائل أثرية على ذلك. توجد أيضاً فرضيات أخرى حول نشأتهم في آسيا الوسطى وهجرتهم نحو بلاد الرافدين، لكن البحث الأثري لم يثبت ذلك كذلك. معظم الفرضيات تعتمد على البحوث اللغوية، ولكنها لم تنجح حتى الآن في تحديد منطقة نشوء السومريين بدقة.
قبل عدة سنوات، تمكن باحث عراقي من إعادة جميع جذور اللغة السومرية إلى لغة بلاد الرافدين الأم من خلال نظرية في السيمانتك. أثبت أن جذرها اللغوي هو من ذات جذور اللغات الرافدينية الأخرى المسماة بالعائلة السامية. وتمكن من إعادة اللغات السامية إلى هذه الجذور القليلة عندما قدم نظريته في السيمانتك الموسومة بالمنهج التفكيكي. وأبعد من ذلك، أثبت أن لغة بلاد الرافدين هاجرت إلى أوروبا ومناطق أخرى من العالم، وأن عدداً كبيراً من اللغات الأوروبية الحالية تعود إلى لغة بلاد الرافدين القديمة، بعد أن اختلفت صوتياً عن لغة المنشأ.

## التاريخ
تعود بداية الحضارة السومرية إلى ما يعرف بعصر أورك في بداية الألف الرابع ق.م. يتميز هذا العصر ببدايات إنشاء المدن الأولى، كما أنه يمتاز بطراز فخاري محدد. وقد شكلت الحضارة السومرية امتداداً لثقافة العُبيد، التي تعتبر أولى المستوطنات الزراعية على امتداد نهر الفرات منذ الألف السادس ق.م، وكانت مميزة بطرزها الفخارية ذات الألوان والطابع المحدد.

### عصر أوروك
بدأ التاريخ السومري بما يعرف بعصر أوروك، الذي امتد من حوالي 4000 ق.م إلى 3000 ق.م. خلال هذه الفترة، نشأت العديد من المستوطنات والقرى الزراعية على ضفاف نهر الفرات، وتطورت منها لاحقاً بعض المدن. كانت مدينة أوروك الأهم بين هذه المدن، واشتهرت بمعبد إنانا فيها.

### عصر جمدة نصر
في حوالي 3100 ق.م، زاد عدد المزارعين المشتغلين بالزراعة المروية بشكل كبير، وأصبحت مراكز المدن أماكن مقدسة. انتهت هذه الفترة حوالي 2900 ق.م.

### الدولة السومرية القديمة
في بداية عصر السلالات المبكرة نشأت مجموعة من المدن الدول (اداب-إريدو-إيسن-كيش-لاكاش-لارسا-نيبور-أور-أوروك) والتي شكل خضوعها لحكم واحد منذ 2800 ق.م الدولة السومرية القديمة، وذلك عبر سلسلة من القادة الحكام من مدن وعائلات حاكمة مختلفة كمات يلي:
- كيش

كان أول حاكم لسومر هو إتانا الذي عاش في فترة 2800 ق.م، وكان ملك مدينة كيش
- أوروك

تلى ملك كيش، مسكياكاشر ملك أوروك، وأسس جنوباً من كيش أسرة حاكمة منافسة، ووسع نفوذه حتى شمل كامل الهلال الخصيب تقريباً، وخلفه ففي العام 2750 ق.م ابنه إنمِركار، الذي خلفه أحد قادة جيشه المدعو لوكالباندا، ثم عاد حكم سومر في العام 2700 ق.م إلى أسرة كيش عن طريق الملك إنمِباراكِسي.
- أكد

وحد الأكاديون- الذين سكنوا شمال سومر- بقيادة سرجون سومر تحت حكم أسرة واحدة من 2371 ق.م وحتى 2191 ق.م، واضحت في هذه الحقبة اللغة الأكادية هي لغة الدولة الرسمية، وانتهت هذه الفترة بغزو المنطقة من قبل الگوتيين (الجوتيين).

### الدولة السومرية الحديثة
دامت الدولة السومرية الحديثة من عام 2112 ق.م وحتى العام 2004 ق.م، وذلك تحت حكم أسرة أور الثالثة، الذين أعادوا الكتابة باللغة السومرية كلغة رسمية للدولة، ومن أعمالهم بناء العديد من الزاقورات، إلا أن نهاية هذه الفترة كانت قريبة على يد العيلاميين،
خضعت سومر بعد ذلك للدولة البابلية القديمة (2000- 1595 ق.م)وآشور والدولة البابلية الحديثة (الكلدانية).

## مجتمع سومر
تعتبر الميزة الأساسية للحضارة السومرية هي تطويرها لحضارة متقدمة في بيئة طبيعية كانت بحاجة إلى جهد إنساني كبير من اجل استثمارها متابعين بذلك الثورة الزراعية التي ترسخت معالمها في الهلال الخصيب إبان العصر الحجري الحديث إلى الثورة المدنية التي أوصلت الحضارة البشرية إلى ماهي عليه اليوم.

### الكتابة
وإن تكن الكتابة قد طورت في العديد من الثقافات البشرية على انفراد كما في مصر والصين والمايا، إلا أن الكتابة المسمارية تشكل حسب الأبحاث الحالية الأقدم بينها، وقد ساهم في نشرها الأكاديون والحيثيون بعد أن كتبوا لغاتهم بها، كما شكلت الأساس الذي انطلقت منه أبجدية أوغاريت.

### التقانة
يعتبر اختراع العجلة الذي تم أيضاً لأول مرة في سومر، من الاختراعات التقنية ذات الأهمية البالغة، والتي ارتبطت بتدجين الحيوانات واستخدامها ليس كموارد للتغذية وبعض المنتنجات الأخرى كالجلود والعظام، إنما أيضاً كموارد لفاعليات إنتاجية، كاستخدامها في الحرث والجر في الأعمال الزراعية، والنقل لاحقاً عند أختراع العربات حين ازداد عدد البشر في مراكز المدن الزراعية.

### الزراعة والريّ
في مجال الزراعة لم يدجن السومريون أنواع نباتات أو أنواع حيوانات جديدة غير التي كانت معروفة مسبقاً في القرى الزراعية الأولى للهلال الخصيب، إلا أنهم ساهموا في تطوير أساليب الري، والصناعات الغذائية في مجال مشتقات الألبان، لكن اعتماد أساليب الري الصناعي عبر شق القنوات وغمر الحقول بالمياه يعتبر من أهم عوامل تملح التربة الذي ساهم لاحقاً في ضعف الإنتاج الزراعي والتدهور الاقتصادي-الاجتماعي للعديد من المدن السومرية، وحسب الدراسات الحالية فقد كان السجل الغذائي في سومر يتكون بشكل أساسي من منتجات الحبوب والتمور والعسل والسمسم (الطحينية)، وعن البروتين فقد حصلو عليه من البيض والأجبان والأوز والبط والدجاج والجراد، وقليلاً من الحيوانات الكبرة كالبقر والحمير والخنازير والغنم والماعز، كما اصطادوا الأرانب والخنزير البري والماعز والغنم البري، والمها والغزلان، اما صيد الأسود فكانت رياضة الملوك، كذلك تم صيد الأسماك بشكل موسع.

### المهن
بينت الحفريات (تنقيب) والنصوص الكتابية المتبقة من المدن السومرية وجود العديد من المهن والحِرف التي مارسها النساء والرجال، ويمكن تعدادها أهمها كالتالي:
- صناعة المعجنات (فران)
- مهنة تحضير اللحوم (لحام/قصاب)
- مهنة تحضير الطعام (طباخ)
- صناعة القصب كالسلال والبسط
- صناعة الفخار (فاخوري)
- مهنة قطع وإعداد الحجر (حجار)
- صناعة التماثيل (نحات)
- صناعة الخشب (نجار)
- صناعة أدوات الوزن
- صناعة القوارب
- صناعة الملابس (خياط)
- مهنة التزيين (حلاق)
- مهنة الطب (طبيب)
- مهنة التعليم (مدرس)
- مهنة الكتابة (كاتب)
- مهنة البناء (معمار)
- مهن أدارية وقيادية
  - رئيس بلدية
  - ضابط
  - سفير
  - مدير معبد
  - كاهن
  - مدير مكتبة
  - ناظر أشغال

### المدارس
توصف المدارس في التقليد السومري على أنها بيوت الألواح، وقد كشفت البعثة الفرنسية في ماري بيتي ألواح، حيث كان الطلاب يجلسون على مقاعد من الأجر، كما أن قوائم الكلمات تشير إلى وجود نظام مدرسي في الألف الرابع ق.م، وشكلت النصوص المدرسية التي وجدت في شورباك والتي تعود إلى منتصف الألف الثالث ق.م دليل مباشر على ذلك، وقد وجد على نهايات ألواح التمارين أسماء الطلبة وأسماء ابائهم الذين كانوا يعملون في المهن الإدارية والقيادية بشكل أساسي، هذا وكان على الطلبة في البداية تعلم 2000 مقطع-رمز مسماري، ومن بعض النصوص يمكن تتبع آليات التعليم من قبل المدرسين الذين يسمون آباءً، حيث نجد بعض الفكاهة كطريق لأيصال المعلومات، من مثل قصة" الذئب الذكي والذئاب التسعة الأغبياء"، لتعليم عملية الجمع
ومن المرجح أن المعارف التي توجب على الطلبة إتقانها هي رسم (تخطيط) المقاطع الكتابية، واللغة السومرية مما يعني القدرة على الكتابة والقراءة، فقد توجب كتابة القصص التعليمية والحِكم والأناشيد والملاحم

### الرياضيات والفلك
قدمت الحضارة السومرية أقدم ما هو معروف حتى الآن على الاشتغال بالرياضيات، فهم من طور استخدم النظام الستيني في العدّ، وأول من أوجد القبة، وأول من بنا الصروح الضخمة في أور وأوروك ولكش، كما هو معروف من الزقورات، الأمر الذي يحتاج إلى حسبات هندسية رياضية، كما تبين النصوص أنهم عرفوا بعض الكواكب منها كوكب عطارد

### الدين
يعتبر الدين في سومر من أقدم الأديان الموثقة (كتابياً) في تاريخ البشرية، وقد كان لنصوصه الدينية تأثير واضح على مجمل أديان الهلال الخصيب وأحياناً المناطق المحيطة به، لقد قدس السومريون بالإضافة إلى الآلهة الرئيسية والقديمة، مجموعة من الآلهة الخاصة في كل مدينة على حدة والتي تنافست فيما بينها ورويداًً احتلت مكان بعضها البعض في حال تشابه الصفات الممنوحة للآلهة المختلفة، لتشكل بانثيون سومري، يمكن تتبعه في الكثير من النصوص، وعلى الأخص ملحمة جلجامش التي كتبت أساساً في الزمن السومري وبقيت الكثير من الشخصيات الإلهية السومرية مضمنة بها على الرغم من التحرير وإعادة الكتابة الذي طالها عبر تعاقب الثقافات